# Măgurele
Măgurele ist eine Stadt im Kreis Ilfov in Rumänien. 

## Lage
Măgurele liegt in der Walachischen Tiefebene, unmittelbar am südlichen Stadtrand von Bukarest. Das Zentrum der rumänischen Hauptstadt befindet sich in etwa 11 km Entfernung.

## Geschichte

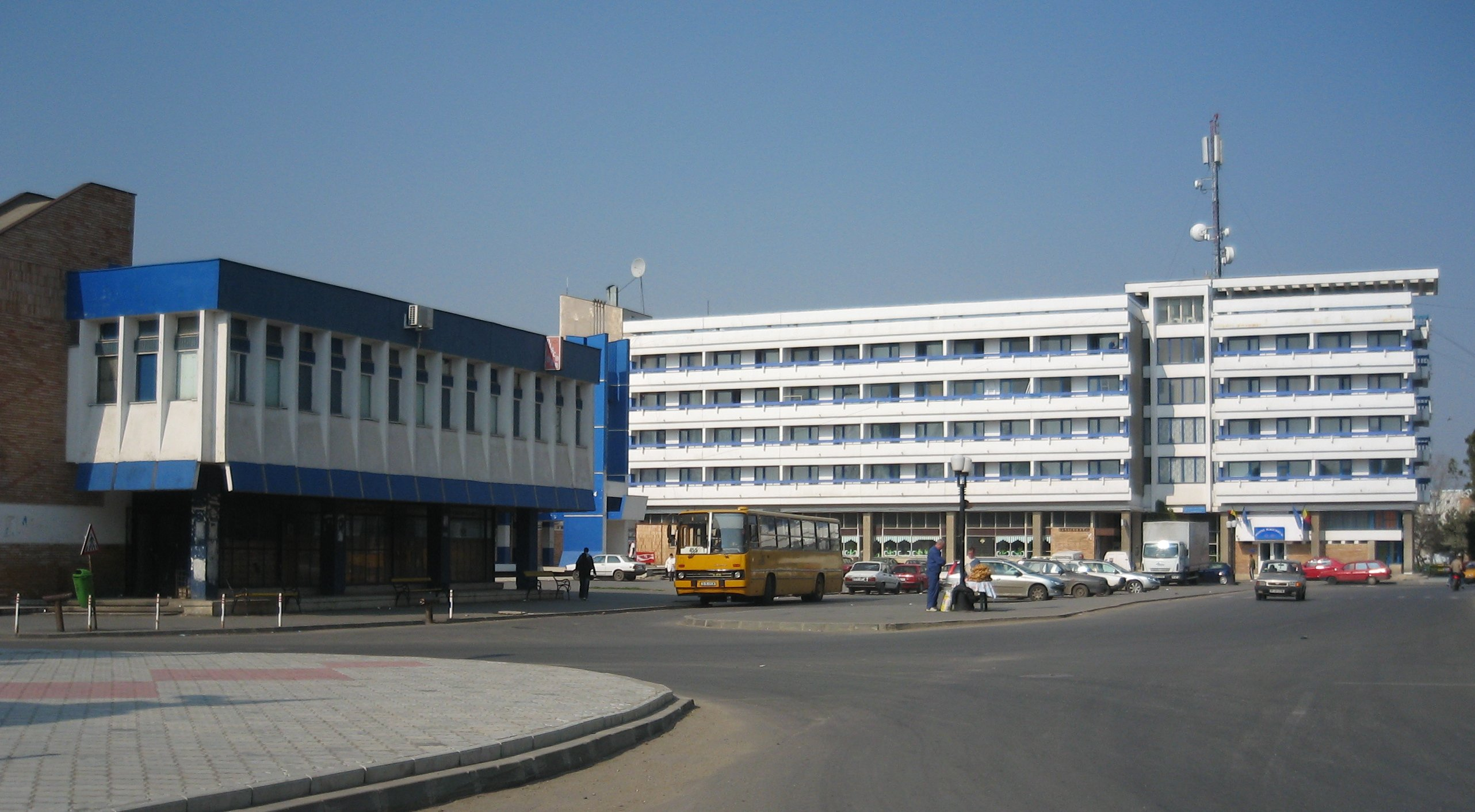
Stadtzentrum

Das Gebiet der heutigen Stadt ist seit der Steinzeit besiedelt. Weitere archäologische Funde stammen aus der Zeit des Königs der Daker, Burebista (82–44 v. Chr.) sowie aus den Jahrhunderten nach der Römerzeit.
Die erste urkundliche Erwähnung von Măgurele stammt aus dem Jahr 1852. 1595 stellte der walachische Fürst Mihai Viteazul sein Lager, vor der Schlacht bei Călugăreni gegen den osmanischen Großwesir Koca Sinan Pascha, hier auf. Ab 1853 ging ein großer Teil des Orts in den Besitz der Adelsfamilie Oteteleșanu, deren Anwesen später ein Mädcheninternat wurde. In der Mitte des 19. Jahrhunderts wurden Bulgaren in Măgurele angesiedelt.
Der Ortsname „Măgurele“ (Plural von Măgura) stammt von den Unebenheiten des Gebiets zwischen den Flüssen Ciorogârla und Dâmbovița. Die Bezeichnungen der beiden Dörfer Măgura Filipescu und Măgura Gherman verschwand in den 60er Jahren, als die Namen der zwei Bojarenfamilien Gherman und Filipescu durch Aluniș ersetzt wurden, da diese vom kommunistischen Regime nicht genehmigt wurde.
Durch die Ausdehnung von Bukarest wurde Măgurele ein unmittelbarer Vorort der rumänischen Hauptstadt. Nach dem Zweiten Weltkrieg wurde am Ortsrand zu Forschungszwecken ein Kernreaktor aus der Sowjetunion aufgestellt, der bis 2002 in Betrieb war. Weiterhin befindet sich in Măgurele ein Institut für Physik der Universität Bukarest. 2004 erhielt Măgurele den Status einer Stadt.

## Bevölkerung
Bei der Volkszählung 2002 lebten in Măgurele 9272 Personen, darunter 9065 Rumänen, 186 Roma und 10 Ungarn.

## Verkehr
Măgurele liegt unweit des um Bukarest führenden Eisenbahnringes, verfügt jedoch nicht über einen Bahnhof. Zudem erfolgt auf diesem Abschnitt des Ringes momentan (2009) kein Personenverkehr. Die Stadt ist über Buslinien an das ÖPNV-System Bukarests angeschlossen.

## Sehenswürdigkeiten
- Zahlreiche archäologische Fundstätten aus verschiedenen Epochen
- Ehemaliges Herrenhaus der Familie Oteteleșanu (19. Jahrhundert)
- Kirche im Ortsteil Alunișu (1797)